# TXT-2
TXT-2とは、タミヤよりリリースされている1/10電動RCカーのシャーシ名称である。

## 概要
ビッグタイヤのTXT-1シャーシの後継機に相当するシャーシで、「モンスタートラック アグリオス」に採用されて登場した。
第52回 静岡ホビーショーおよびニュルンベルク・トイフェア2013にて展示された。

## 特徴
高剛性なフレーム
強度に優れるラダーフレーム形状のフレームを採用している。TXT-1に比べると軽量化されている。
ツインモーターによる高いトルク
並列配置のツインモーターを採用しており、重量は増えるがトルクを太くできる構成となっている。
走破性に優れる足回り
前後サスペンションはオフロードでの走破性に優れる車軸懸架方式の4リンクリジッドを採用しており、1輪につき2本のオイルダンパーを装備している。モンスターサイズのタイヤもあいまって走破性は良好。
四輪操舵への対応
ステアリング用サーボモータをリヤ側にも追加する事で四輪操舵(4WS)も可能となっている。

## 主な仕様
- フレーム：ABS樹脂製ボックスタイプ
- 車体重量：3995g（RCメカ・バッテリー含まず）
- トレッド：前後とも262mm
- ホイールベース：330mm
- 駆動方式：シャフトドライブ4WD
- ダンパー：1輪につき2本のCVAオイルダンパーを装備
- サスペンション：前後とも4リンクリジッド
- ステアリングタイロッド：2分割
- デフギヤ方式：3ベベルデフ
- モーター：540タイプ2個
- ギヤ比：26.3：1

## 採用車種
- 「4×4モンスタートラック アグリオス（TXT-2シャーシ）」（2013年5月）[1]